# Piotr Żyła
Piotr Paweł Żyła (Cieszyn, 16 de enero de 1987) es un deportista polaco que compite en salto en esquí.
Ganó siete medallas en el Campeonato Mundial de Esquí Nórdico entre los años 2013 y 2023.
Participó en dos Juegos Olímpicos de Verano, ocupando el cuarto lugar en Sochi 2014 y el sexto en Pekín 2022, en la prueba de trampolín grande por equipo.

## Palmarés internacional
| Campeonato Mundial | Campeonato Mundial     | Campeonato Mundial | Campeonato Mundial |
| Año                | Lugar                  | Medalla            | Prueba             |
| ------------------ | ---------------------- | ------------------ | ------------------ |
| 2013               | Val di Fiemme (Italia) | Medalla de bronce  | TG por equipo      |
| 2015               | Falun (Suecia)         | Medalla de bronce  | TG por equipo      |
| 2017               | Lahti (Finlandia)      | Medalla de oro     | TG por equipo      |
| 2017               | Lahti (Finlandia)      | Medalla de bronce  | TG individual      |
| 2021               | Oberstdorf (Alemania)  | Medalla de oro     | TN individual      |
| 2021               | Oberstdorf (Alemania)  | Medalla de bronce  | TG por equipo      |
| 2023               | Planica (Eslovenia)    | Medalla de oro     | TN individual      |